# Удхас, Панкадж
Панкадж Удхас (хинди पंकज उधास; 17 мая 1951, Джетпур, Саураштра — 26 февраля 2024, Мумбаи) — индийский певец газелей и закадровый исполнитель. Отмечен орденом Падма Шри за заслуги в области искусства. 

## Биография
Родился 17 мая 1951 года в Джетпуре (ныне штат Гуджарат) и был младшим из трех сыновей в семье. Его дед был заминдаром, а также диваном княжества Бхавнагар. Его отец Кешубхай Удхас был государственным служащим, а в свободное время играл на эсрадже, его мать Джитубен Удхас — пела.
Панкадж и оба его брата с детства имели склонность к музыке. Зная о его умении петь, школьный учитель порекомендовал его для участия в концерте, устраиваемом после поклонения Мата Рани. Панкадж исполнил популярную в те годы песню «Aye Mere Watan Ke Logo» и был хорошо принят публикой. Родители почувствовали, что мальчик может добиться большего в музыкальной сфере и отдали его в Музыкальную академию в Раджкоте. Удхас начал учиться играть на табла, но вскоре переключился на вокал под руководством Устада Гулама Кадир Хана. После того как семья переехала в Бомбей, он учился у Навранга Нагпуркара, представителя бхендибазар гхарана, который также обучал Ашу Бхосле.
После школы Удхас поступил в колледж Святого Ксавьера, где научился в том числе говорить на урду. К тому времени его братья Манхар и Нирмал уже стали известны как певцы. Панкадж решил пойти по их стопам и попробовал себя в закадровом исполнении, записав песню для фильма Kaamna (1972), однако кинолента осталась незамеченной.
Недовольный результатом, он уехал заграницу на десять месяцев, где получил популярность как исполнитель газелей. В 1979 году Удхас встретил свою будущую жену Фариду. Она помогла ему собрать деньги на запись первого альбома под названием Aahat. Пара поженилась в 1982 году и стала родителями двух дочерей: Наяб и Ревы. Вслед за Aahat вышли альбомы Muqarrar, Tarannum и Mehfil, также имевшие успех.
Пение Удхаса понравилось Раджендре Кумару, который предложил ему вернуться к закадровому исполнению. В 1986 году для фильма «Имя» (1986) Махеша Бхатта певец записал песню «Chitthi Aai Hai», которая стала гимном индийской диаспоры и мигрантов и одной из его самых успешных работ. Затем последовал фильм Ek Hi Maqsad (1988), для которого он сочинил музыку и исполнил песню «Chandi Jaisa Rang Hai Tera». В том же году он записал дуэт «Aaj Phir Tumpe Pyar Aaya Hai» с Анурадхой Паудвал для Dayavan Фероза Хана. Ещё одним хитом стала «Jeeye To Jeeyen Kaise» из фильма «Мой любимый» (1991), за которую он был номинирован на Filmfare Award за лучший мужской закадровый вокал. Однако начиная с 1990-х годов, газели стали терять популярность уступая место поп-музыке, и певец вернулся к концертной деятельности. Благодаря своей связи с диаспорой, он пользовался большим спросом за рубежом и выступал в Альберт-холле в Лондоне и на Мэдисон-сквер в Нью-Йорке.
В 2006 году индийское правительство признало заслуги Удхаса в музыкальной индустрии, наградив его одной из высших гражданских наград страны — Падма Шри.
Певец скончался в Мумбаи 26 февраля в возрасте 72 лет после продолжительной болезни.